# Got7
Got7 (cách điệu: Got7, tiếng Hàn Quốc: 갓세븐, tiếng Nhật: ガットセブン) là một nhóm nhạc nam đa quốc tịch của Hàn Quốc được thành lập bởi công ty JYP Entertaiment. Nhóm gồm 7 thành viên: Mark, JayB, Jackson, Jinyoung, Youngjae, BamBam và Yugyeom.
Got7 chính thức ra mắt vào ngày 16 tháng 1 năm 2014 với mini album Got It?, đạt vị trí thứ hai trên bảng xếp hạng Gaon Album Chart và đứng số một trên bảng xếp hạng World Albums Chart của Billboard. Nhóm thu hút sự chú ý khi biểu diễn trên sân khấu nhờ kỹ năng martial arts tricking.
Cuối năm 2014, Got7 đã ký hợp đồng với Sony Music Entertainment Japan và mạo hiểm xâm nhập vào thị trường Nhật Bản để phát hành đĩa đơn tiếng Nhật "Around the World". Họ trở lại Hàn Quốc sau một tháng sau để phát hành album phòng thu đầu tiên là Identify, đứng đầu bảng xếp hạng trong nước. Năm 2015, Got7 phát hành mini album Just Right and Mad, "Just Right" được xem là single mang lại thành công nhất về mặt thương mại. Năm 2016, nhóm phát hành album phòng thu tiếng Nhật đầu tiên Moriagatteyo, ra mắt ở vị trí thứ ba trên bảng xếp hạng Oricon Albums. Sau đó, nhóm phát hành mini album thứ năm Flight Log: Departure và album phòng thu thứ hai Flight Log: Turbulence, đều là hai album đứng đầu bảng xếp hạng. Năm 2017, Got7 phát hành mini album thứ 6 Flight Log: Arrival, với single "Never Ever". Album là phần ba và cũng là phần cuối của seri Flight Log của nhóm và trở thành album bán chạy nhất của nhóm với hơn 300.000 bản được bán ra.
Vào ngày 20 tháng 4 năm 2020, Got7 phát hành đĩa mở rộng thứ mười một của họ, Dye, cùng với đĩa đơn chủ đạo, "Not By the Moon". Họ đã bán được 159.098 bản trong ngày đầu tiên và 281.791 bản trong tuần đầu tiên, phá kỷ lục cá nhân của họ về doanh số ngày đầu tiên và tuần đầu tiên. Đĩa đơn cũng ra mắt trên bảng xếp hạng Billboard World Albums ở vị trí thứ 4. Nó đã bán được hơn 450.000 bản, trở thành album bán chạy nhất của họ cho đến nay.

## Tên gọi
Theo tiết lộ của JYP Entertainment, số 7 là con số may mắn và Got7 có nghĩa là – "7 people that"s got luck" – "7 thành viên may mắn".
Ngày 9 tháng 5 năm 2014, JYP Entertainment tung một đoạn video các thành viên giới thiệu và công bố tên fan club chính thức cho Got7. Người hâm mộ của Got7 sẽ được gọi là IGot7 hay Ahgase. Ah-Ga-Se là những từ đầu tiên trong cụm IGot7 viết theo tiếng Hàn (Ai-Gat-Seven/ 아이갓세븐). Ahgase còn có nghĩa là chim non. Thành viên Jackson giải thích: "Số 7 là con số may mắn. I Got7 có nghĩa là fan đã 'có được' chúng tôi".
Ngày 23 tháng 4 năm 2016 JYP Entertainment tung một đoạn video các thành viên giới thiệu và công bố lightstick chính thức cho Got7. Lightstick có hình chú chim "non" màu xanh lá bao bọc biểu tượng Got7 bên trong. Được biết chim non chính là biểu tượng cho IGot7 hay còn được gọi với cái tên thân mật "Ahgase".

## Lịch sử

### 2009-2013: JJ Project và sự hình thành
Năm 2009, JayB và Jinyoung gia nhập vào JYP Entertainment sau khi đạt buổi thử giọng của công ty. Năm 2010, Mark và BamBam được tìm thấy bởi chuyên viên của JYP tại Los Angeles, Mỹ và Bangkok, Thái Lan. Cùng năm đó, Yugyeom trở thành thực tập sinh của JYP sau khi anh nhận được một cơ hội tại trường dạy nhảy của mình. Tháng 12, Jackson đậu cuộc thi thử giọng ở nước ngoài của JYP tại Hồng Kông, nhưng đến mùa hè năm 2011, anh mới bắt đầu được đào tạo.
JayB và Jinyoung, nghệ danh lúc bấy giờ là Junior, đã xuất hiện với vai trò diễn viên khách mời trong bộ phim truyền hình Dream High 2 năm 2012. Tháng 5, cả hai đã ra mắt với tư cách là bộ đôi JJ Project với single "Bounce". Bộ đôi này đã xuất hiện trở lại với vai trò diễn viên cho bộ phim Khi người đàn ông yêu năm 2013.
Trong khi đó, Mark, Jackson, BamBam và Yugyeom được xem là một nhóm chuẩn bị ra mắt. Cả bốn lần đầu xuất hiện trên truyền hình vào tập 4 của chương trình sống còn Who is Next: WIN của Mnet, phát sóng vào ngày 6 tháng 9 năm 2013. Thành viên thứ bảy và cũng là cuối cùng tham gia vào nhóm là Youngjae, anh là thực tập sinh được đào tạo ngắn nhất, chỉ trong bảy tháng.

### 2014: Ra mắt vớiGot It?,Got LovevàIdentifyvàAround the World

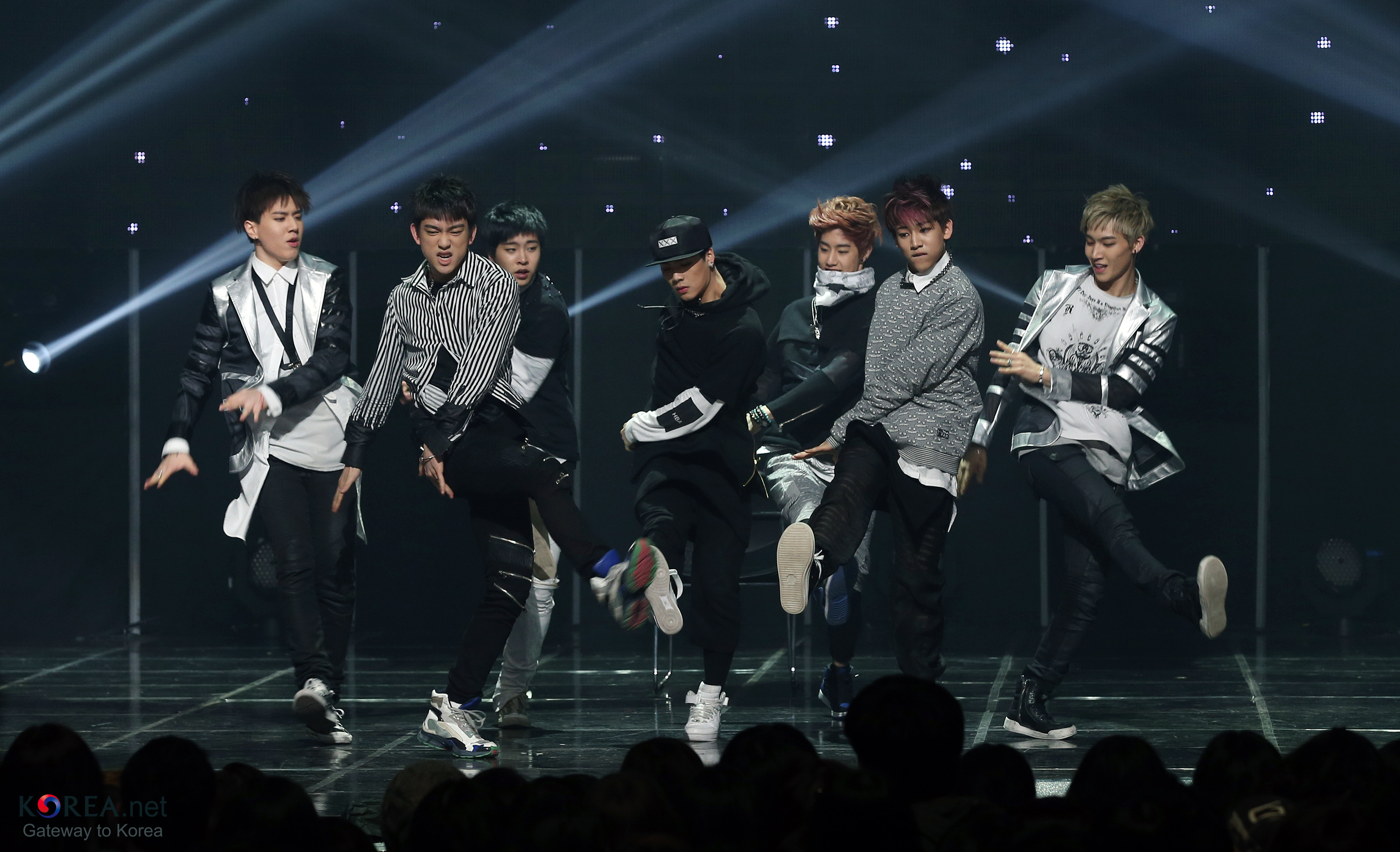
Got7 biểu diễn tại M! Countdown vào tháng 3 năm 2014

JYP Entertainment công bố Got7 vào ngày 1 tháng 1 năm 2014. Đây là nhóm nhạc nam của JYP sau 2PM năm 2008. Got7 được miêu tả như là một nhóm nhạc hip-hop kết hợp phong cách martial arts tricking và b-boying. Phong cách này được so sánh với nhóm nhạc tiền bối của họ, 2PM, nhóm đã nổi tiếng với những điệu nhảy nhào lộn của họ. Nhóm phát hành EP đầu tiên Got It? vào ngày 20 tháng 1 năm 2014. Album này đã đứng ở vị trí số 1 trên bảng xếp hạng Albums của Billboard và đứng vị trí thứ 2 trên bảng xếp hạng Gaon. Got7 ra mắt chính thức qua chương trình âm nhạc M Countdown của Mnet vào ngày 16 tháng 1 năm 2014, họ đã biểu diễn single đầu tay "Girls Girls Girls". Ngay sau khi ra mắt, nhóm đã ký hợp đồng với Sony Music Entertainment của Nhật Bản và mở một showcase tại Nhật với 9.000 fan hâm mộ.
Ngày 23 tháng 6, Got7 phát hành EP thứ hai Got Love với bài hát chủ đề "A", do chính J.Y. Park sản xuất. Trong EP mới này, nhóm đã cho thấy hình ảnh tươi sáng và nhiều màu sắc hơn so với phong cách chủ đạo martial arts và b-boy lúc ra mắt. Tháng 11 năm 2014, nhóm phát hành album phòng thu đầu tiên Identify, cùng video âm nhạc cho ca khúc chủ đề "Stop Stop It". Identify đứng đầu bảng xếp hạng Album bán chạy hàng tuần của Gaon ở tuần đầu phát hành và "Stop Stop It" với thứ hạng cao nhất là vị trí thứ tư trên bảng xếp hạng World Digital Songs của Billboard. Vào tháng 10, Got7 đã tổ chức chuyến lưu diễn đầu tiên tại Nhật Bản "Got7 1st Japan Tour 2014", và ra mắt tại Nhật vào ngày 22 tháng 10 cùng với single "Around the World". Đĩa đơn này bao gồm ca khúc hip-hop "So Lucky", do Jun. K nhóm 2PM sáng tác.

### 2015:Love Train, Just Right, Laugh Laugh LaughvàMad

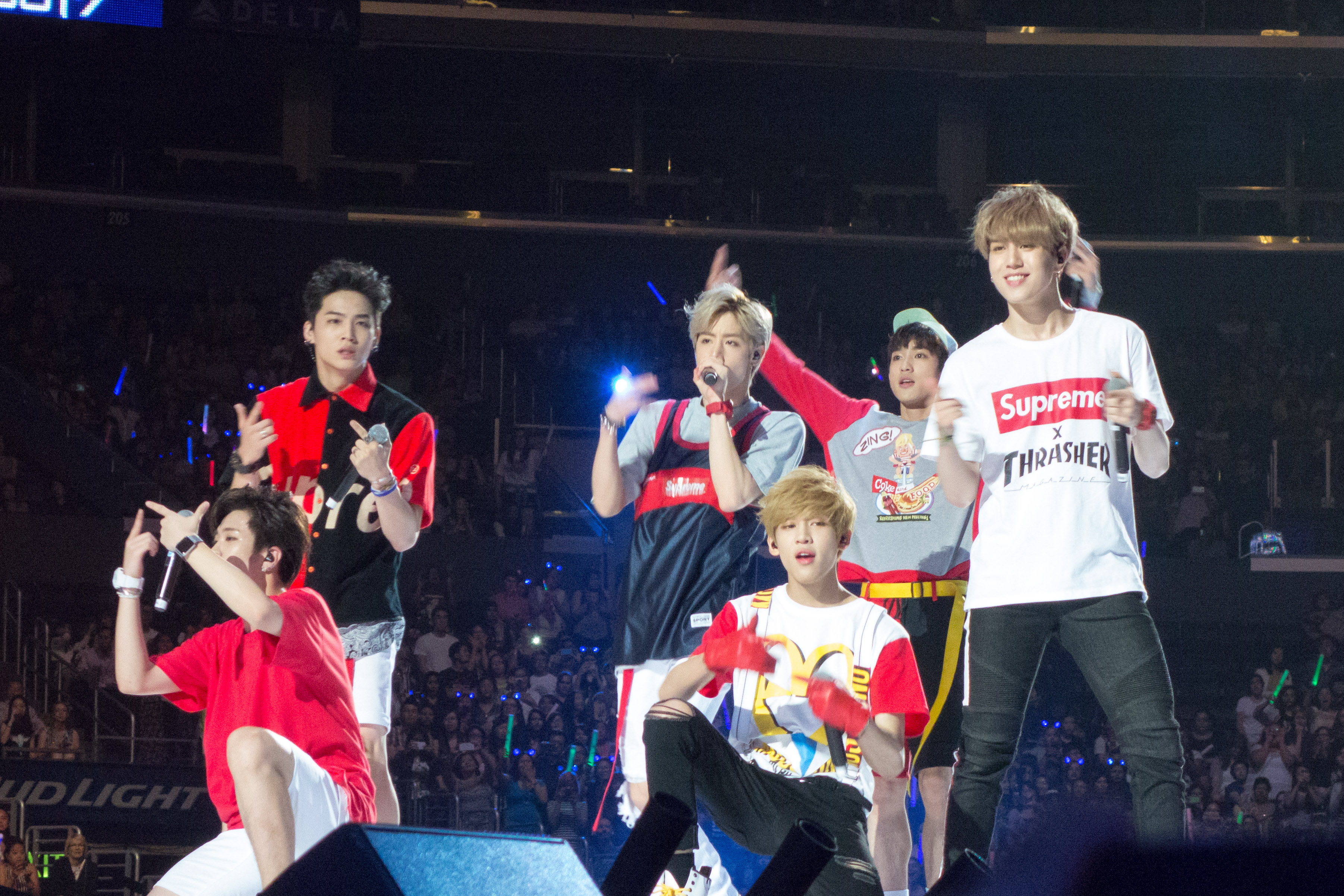
Got7 tại KCON 2015 Los Angleles

Tháng 1, Got7 đoạt giải thưởng "Nghệ sĩ mới xuất sắc" tại lễ trao giải Golden Disc Awards lần thứ 29 và Seoul Music Awards lần thứ 24. Cũng trong tháng đó, Got7 đã tham gia bộ phim web Dream Knight của nhóm, do Youku Tudou và JYP Pictures đồng sản xuất, và nữ diễn viên Song Ha-yoon trong vai nữ chính. Bộ phim nói về một cô gái chia sẻ những ước mơ, tình yêu và tình bạn với một nhóm chàng trai bí ẩn, bộ phim đem về tổng cộng gần 13 triệu lượt truy cập. Bộ phim này đã đạt được giải "Best Drama Award", "Best Director Award" và "Rising Star Award" tại K-Web Fest vào tháng 7.
Ngày 10 tháng 6 năm 2015, nhóm phát hành đĩa đơn tiếng Nhật thứ hai "Love Train", ra mắt ở vị trí thứ 4 trên bảng xếp hạng Oricon Singles. Single này chứa một "Love Train", là một bản gốc tiếng Nhật của O.M.G. và hai ca khúc khác. Nhóm phát hành EP thứ ba Just Right vào ngày 13 tháng 7 năm 2015. Ca khúc chủ đề "Just Right" đứng ở vị trí thứ 3 trên bảng xếp hạng World Digital Songs của Billboard, nó đã nằm ở vị trí thứ ba trong hai tuần liên tiếp.
Got7 đã phát hành đĩa đơn tiếng Nhật thứ ba "Laugh Laugh Laugh" với ca khúc phụ "Be My Girl" vào ngày 23 tháng 9. Đĩa đươn này đã bán ra 35.000 bản trong tuần đầu tiên phát hành và đứng đầu bảng xếp hạng đĩa đơn của Oricon.
Nhóm phát hành EP thứ tư Mad, và video âm nhạc cho ca khúc chủ đề "If You Do" vào ngày 29 tháng 9. Nhóm tiếp tục phát hành tái bản của album này là Mad: Winter Edition vào ngày 23 tháng 11, với ba bài hát bổ sung: "Confession Song", "Everyday" và "Farewell".

### 2016ːFlight Log: Departure, Fly Tour vàFlight Log: Turbulence
Ngày 15 tháng 2 năm 2016, Got7 cùng với Twice đã được xác nhận là đại sứ thương hiệu quần áo mới cho NBA Style Korea. Ngày 21 tháng 3 năm 2016, EP thứ năm của Got7, Flight Log: Departure, và ca khúc chủ đề "Fly" được phát hành. Ngày 31 tháng 3, Got7 trở thành nghệ sĩ Hàn Quốc đầu tiên có tên trên bảng xếp hạng Artist Hot 100 của Billboard kể từ sau Psy (đứng ở vị trí 88), nhóm gia nhập bảng xếp hạng này ở vị trí #45. Ngày 9 tháng 4 năm 2016, Got7 bước vào bảng xếp hạng Billboard Artist 100 ở vị trí 45, trở thành nghệ sĩ K-pop thứ hai xuất hiện trong bảng xếp hạng này. Flight Log: Departure ra mắt ở vị trí thứ hai trên bảng xếp hạng Billboard Heatseekers Album Chart và Billboard World Albums Chart. Ngày 12 tháng 4, Got7 đã phát hành bản nhạc số "Home Run", ca khúc chủ đề thứ hai của album Flight Log: Departure - trưởng nhóm JayB đã tham gia viết lời và sáng tác bài hát này.

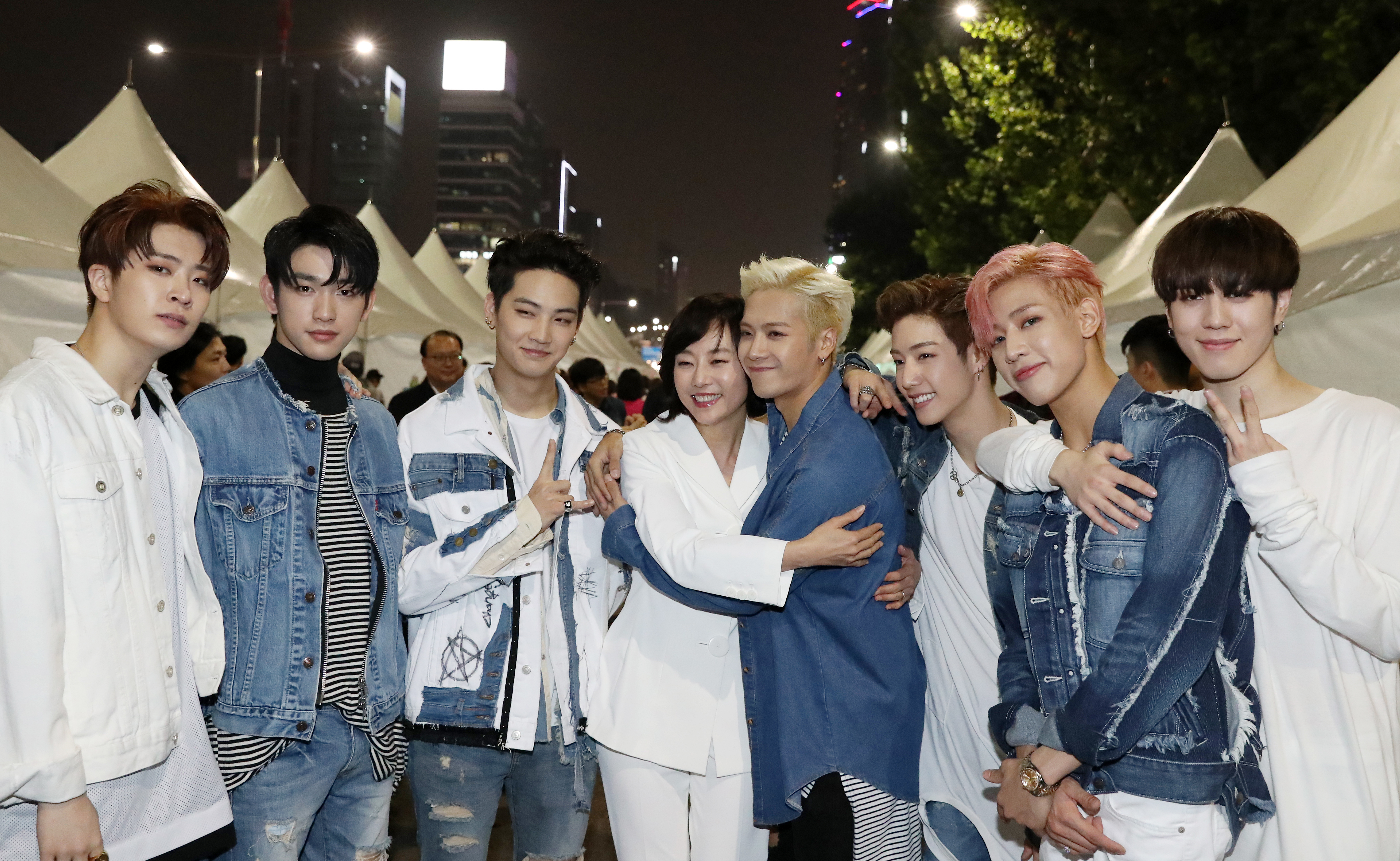
Got7 tại Korea Sale Festa năm 2016

Got7 đã tổ chức solo concert đầu tiên của họ, "Fly Tour", từ ngày 29 đến 30 tháng 4 tại Seoul, tour diễn trải dài ở Trung Quốc, Nhật Bản, Thái Lan, Singapore và Hoa Kỳ trong suốt mùa hè.
Trong nửa đầu năm này, nhóm đã trở thành người mẫu thương hiệu cho IT'S SKIN, thương hiệu nhãn khoa BAUSCH + LOMB và Est Cola ở Thái Lan,. Đối với BAUSCH + LOMB, Mark, BamBam và Jinyoung đóng vai chính trong một bộ phim ngắn mang tên Sanctuary, được phát hành vào ngày 11 tháng 5, với ba diễn viên người Thái.
Ngày 27 tháng 9, Got7 phát hành album phòng thu thứ hai Flight Log: Turbulence, bao gồm 13 bài hát với ca khúc chủ đề "Hard Carry". Các thành viên đã góp phần sáng tác và viết lời bài hát cho 11 ca khúc trong album. Album bán ra 200.000 bản ở Hàn Quốc và ra mắt ở vị trí số 1 trên bảng xếp hạng Albums của Billboard, bán ra 2.000 bản tại Mỹ.
Fly xếp vị trí thứ 15 trên bảng xếp hạng Album World cuối năm của Billboard, đánh dấu cho lần xuất hiện đầu tiên của Got7 trên bảng xếp hạng này và nhóm cũng đứng vị trí thứ 6 trên bảng xếp hạng World Albums Artists cuối năm của Billboard, đưa nhóm trở thành nghệ sĩ xếp hạng cao nhất trên BTS. Cho đến nay, chỉ có G-Dragon, Shinee, 2NE1 và EXO đã đổ bộ lên bảng xếp hạng này.

### 2017:Flight Log: Arrival,My Swagger,7 For 7vàTurn Up
Tháng 2 năm 2017, khu vực quyên góp G+ Star Zone được trang trí với bức ảnh của Got7 nhằm gây quỹ dưới tên của họ để giúp thanh thiếu niên bị thiệt thòi về tài chính.
Vào ngày 13 tháng 3, album thứ ba của loạt album Flight Log, Flight Log: Arrival được phát hành. Album đã bán được 220.000 bản chỉ trong đơn đặt hàng trước, và với 310.000 bản được bán vào ngày 14 tháng 4, nó đã vượt quá tổng doanh số 230.000 bản của Flight Log: Turbulence . Hơn nữa, Flight Log: Arrival đứng đầu bảng xếp hạng album của Gaon và Hanteo vào tháng 3, đứng đầu bảng xếp hạng Album của Billboard.
Ngày 24 tháng 5, nhóm phát hành đĩa đơn tiếng Nhật "My Swagger". Đĩa đơn đứng đầu bảng xếp hạng single Nhật Bản của Billboard, và đứng ở vị trí thứ hai trên Oricon trong ngày đầu phát hành.
Ngày 10 tháng 10, nhóm phát hành EP thứ bảy "7 for 7". Ca khúc "You Are" do trưởng nhóm JayB đồng sáng tác và viết lời, trong album cũng có các bài hát được viết và sáng tác bởi các thành viên. Sau khi phát hành album, ca khúc chủ đề "You Are" đứng đầu bảng xếp hạng âm nhạc real-time ở Hàn Quốc.
Ngày 15 tháng 11, nhóm phát hành EP tiếng Nhật thứ hai "Turn Up". Đồng thời nhóm tổ chức tour lưu diễn "Got7 Japan Tour 2017: Turn Up" tại Nhật Bản. Đây là album và tour diễn mà thành viên Jackson đã không tham gia được vì lý do sức khoẻ và trái lịch trình, đã dẫn đến việc phải dừng lại tất cả các lịch trình tại Nhật Bản ngoại trừ những dịp đặc biệt.

### 2018:Eyes On You, chuyến lưu diễn thế giới thứ 2,THE New EravàPresent: You
Vào ngày 9 tháng 3, Got7 được bổ nhiệm làm đại sứ danh dự cho Cơ quan cứu hỏa quốc gia Hàn Quốc.

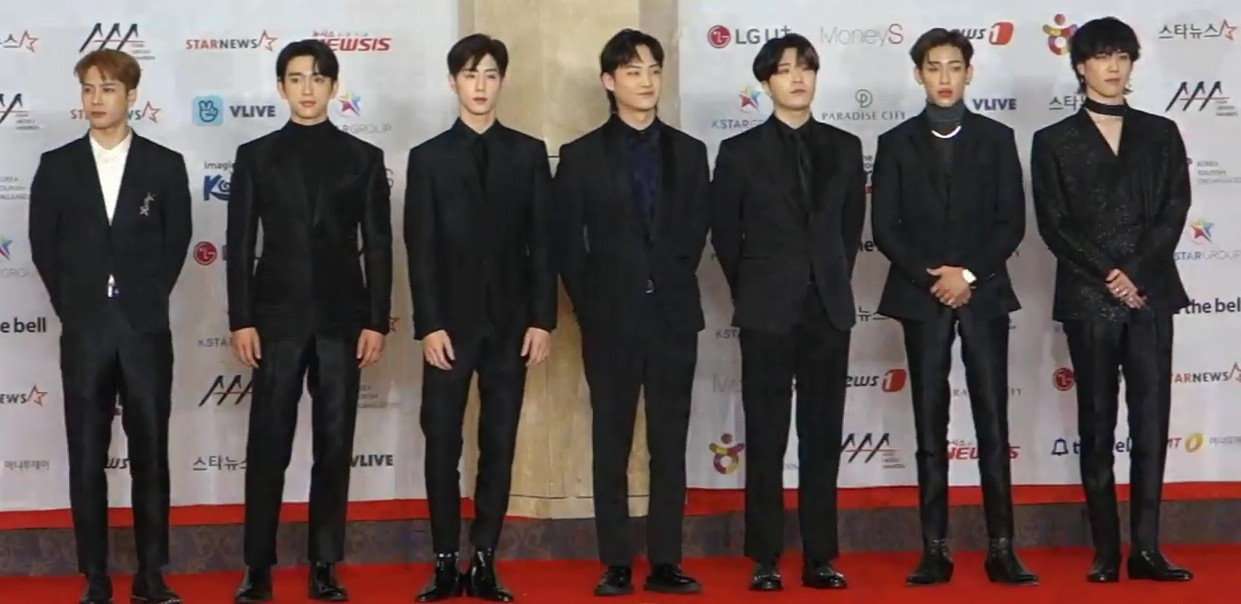
Got7 tại thảm đỏ Asia Artist Awards vào ngày 28 tháng 11 năm 2018

Vào ngày 12 tháng 3, nhóm trở lại với EP thứ tám của họ mang tên Eyes On You. Ca khúc chủ đề "Look" được JayB đồng sáng tác, các thành viên khác cũng tham gia đóng góp cho album. Sau khi phát hành album, "Look" đã đứng đầu các bảng xếp hạng tại Hàn Quốc, trở thành ca khúc thành công nhất của họ trên các bảng xếp hạng âm nhạc kể từ khi ra mắt. Album cũng đứng đầu bảng xếp hạng album quốc tế iTunes ở hai mươi quốc gia và bảng xếp hạng hàng ngày của Hanteo vào ngày 12 tháng 3 về doanh số. Album cũng có mặt trên Bảng xếp hạng Billboard ở vị trí số 2. Album đã bán được hơn 300.000 bản tại Hàn Quốc và được chứng nhận bạch kim bởi Bảng xếp hạng Gaon và Hiệp hội âm nhạc Hàn Quốc (KMCA).
Vào ngày 4 tháng 5, Got7 đã bắt đầu Chuyến lưu diễn thế giới Eyes On You 2018 bằng buổi diễn tại Seoul. Nhóm biểu diễn trong suốt mùa hè ở các chương trình ở Châu Á, Châu Âu, Bắc Mỹ và Nam Mỹ. Khi lưu diễn tại Hoa Kỳ, Got7 đã trở thành nhóm nhạc K-pop đầu tiên biểu diễn tại Trung tâm Barclays của Brooklyn.
Trong suốt tháng 5 và tháng 6, Got7 đã tổ chức một tour diễn tại Nhật Bản cùng lúc với tour diễn vòng quanh thế giới của họ mang tên "Got7 Japan Fan Connection Hall Tour 2018: The New Era" để quảng bá cho đĩa đơn tiếng Nhật "The New Era", được phát hành vào ngày 20 tháng 6. Đĩa đơn đứng đầu bảng xếp hạng Oricon, đứng số một trên bảng xếp hạng hàng ngày và trên Billboard Nhật Bản.
Vào ngày 17 tháng 9, Got7 đã phát hành album phòng thu thứ ba của họ mang tên Present: You. Sau khi phát hành, ca khúc chủ đề "Lullaby" đã đứng đầu các bảng xếp hạng tại Hàn Quốc. Album cũng xếp số 1 ở 25 quốc gia trên bảng xếp hạng album iTunes.

### 2019:I Won't Let You Go, Jus2,Spinning Top, Call My Name

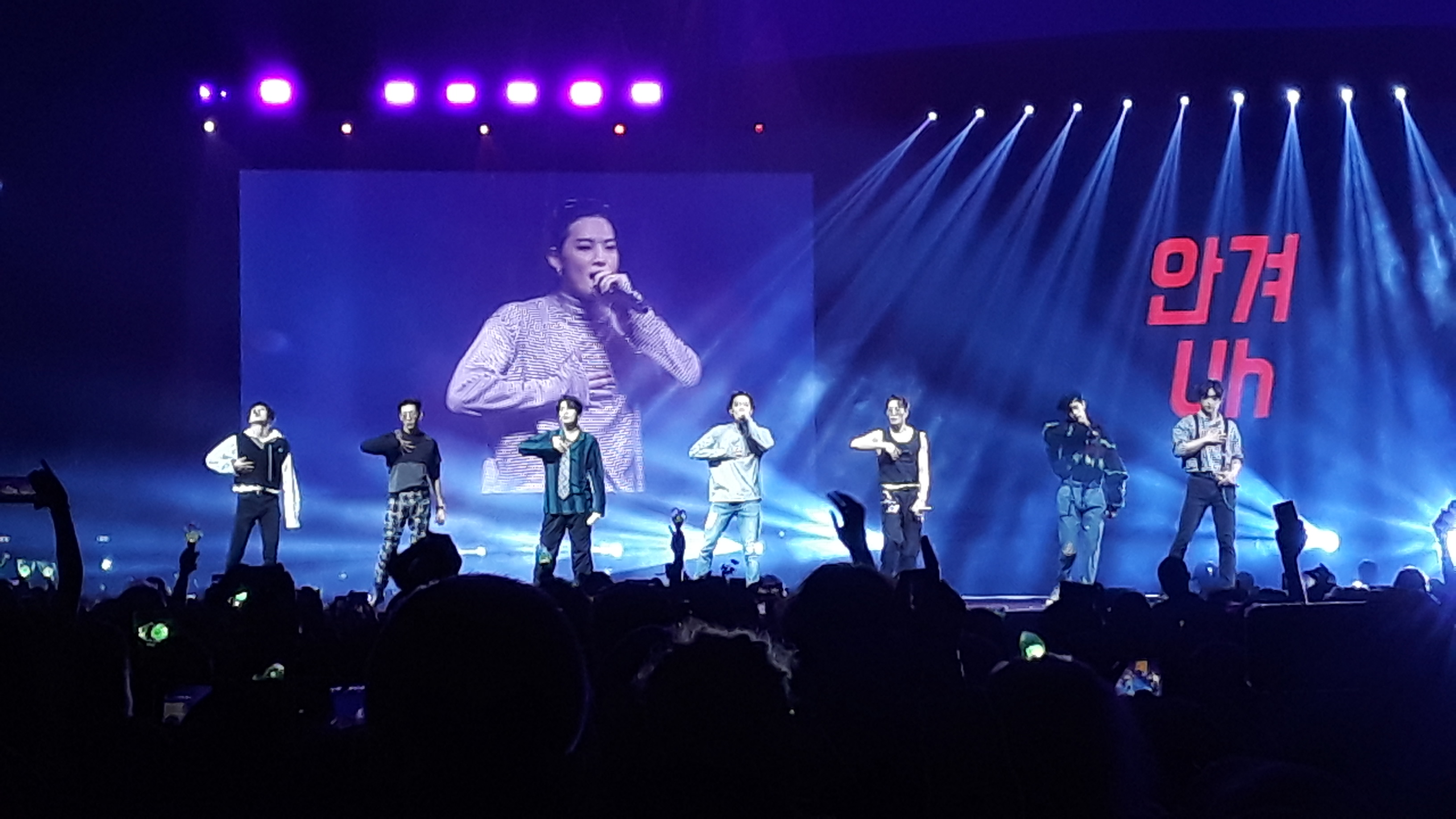
Got7 biểu diễn trong tour Keep Spinning tại Paris vào ngày 19 tháng 10 năm 2019

Vào ngày 30 tháng 1, Got7 đã phát hành đĩa mở rộng thứ ba tại Nhật Bản, I Won't Let You Go, ra mắt ở vị trí số 1 trên Bảng xếp hạng album hàng ngày của Oricon với doanh số ước tính là 22.948 bản.
Vào ngày 13 tháng 2, JYP Entertainment đã tiết lộ thông tin về nhóm nhỏ thứ hai của Got7 mang tên Jus2, gồm hai thành viên JayB và Yugyeom. Họ đã phát hành video âm nhạc mang tên Focus on Me vào ngày 4 tháng 3 năm 2019 và sau đó phát hành album đầu tay, Focus vào ngày hôm sau. Họ cũng đã có chuyến lưu diễn tại một số thành phố châu Á như Macau, Tokyo, Đài Bắc,...
Nhóm đã phát hành đĩa mở rộng thứ 9, Spinning Top: Between Security & Insecurity, vào ngày 20 tháng 5 năm 2019. Sau đó, nhóm bắt đầu chuyến lưu diễn vòng quanh thế giới từ ngày 15 tháng 6 đến 26 tháng 10. Họ đã bán được 64.148 bản vào ngày đầu tiên và 214.125 bản trong tuần đầu tiên, trở thành nhóm nhạc đầu tiên của JYP Entertainment bán được 2 triệu album kể từ khi ra mắt. EP ra mắt trên bảng xếp hạng Billboard World Albums ở vị trí thứ 5, đồng thời đứng ở vị trí thứ 9 trên bảng xếp hạng Heatseekers Albums của Billboard. Sau đó, họ bắt đầu chuyến lưu diễn thế giới thứ ba từ ngày 15 tháng 6 đến ngày 26 tháng 10, mang tên Got7 2019 World Tour 'Keep Spinning'. Họ dừng chân ở 12 quốc gia ở Bắc Mỹ, Nam Mỹ và Châu Âu, trong đó có Úc và Philippines. Trong chặng dừng chân ở Bắc Mỹ, Got7 đã xuất hiện trên Today Show vào ngày 26 tháng 6 và trở thành nhóm nhạc Hàn Quốc đầu tiên biểu diễn trong chương trình.
Vào ngày 31 tháng 7 năm 2019, Got7 đã phát hành đĩa mở rộng thứ tư tại Nhật Bản, Love Loop và đã ra mắt ở vị trí thứ 2 trên bảng xếp hạng album hàng ngày của Oricon với doanh số ước tính là 15,257 bản, nâng lên vị trí số 1 vào ngày 3 tháng 8. Để kỷ niệm việc phát hành, một cửa hàng pop-up đặc biệt với thực đơn dành riêng đã được mở tại Tokyo và Osaka từ ngày 30 tháng 7 đến ngày 12 tháng 8. Nhóm đã tổ chức Our Loop Tour từ ngày 30 tháng 7 đến ngày 18 tháng 8. Vào tháng 9, các ngày bổ sung cho Keep Spinning World Tour đã được thêm vào, cho thấy họ sẽ tiếp tục chuyến lưu diễn vòng quanh thế giới vào năm 2020 và dừng lại ở 5 quốc gia châu Á khác nhau.
Vào ngày 4 tháng 11 năm 2019, nhóm đã phát hành đĩa mở rộng thứ 10 mang tên Call My Name. Họ đã bán được 100.341 bản trong ngày đầu tiên và 224.459 bản trong tuần đầu tiên, và trở thành nghệ sĩ đầu tiên của JYP Entertainment bán được hơn 100.000 bản trong ngày đầu tiên. EP ra mắt trên bảng xếp hạng Billboard World Albums ở vị trí thứ 5, và cũng đứng đầu Bảng xếp hạng hàng tuần của Gaon và Bảng xếp hạng hàng tuần của Hanteo.
Vào cuối năm, họ đã giành được Giải thưởng lớn đầu tiên (daesang) tại Asia Artist Awards lần thứ 4 với hạng mục "Màn trình diễn của năm". Họ cũng kết thúc năm với vị trí thứ 4 trên BXH Social 50 Artists Billboard. Vào tháng 12, vé đã được phát hành cho chặng Bangkok của Keep Spinning World Tour tại Sân vận động Quốc gia Rajamangala, và bán hết trong vòng hai giờ. Do nhu cầu cao, họ đã thông báo về một ngày hòa nhạc bổ sung và sẽ trở thành nhóm nhạc K-pop thứ hai biểu diễn hai chương trình tại địa điểm này.

### 2020:Not By The Moonvà album phòng thuBreath of Love: Last Piece
Vào ngày 20 tháng 4 năm 2020, Got7 phát hành đĩa mở rộng thứ mười một của họ, Dye, cùng với đĩa đơn chủ đạo, "Not By the Moon". Họ đã bán được 159.098 bản trong ngày đầu tiên và 281.791 bản trong tuần đầu tiên, phá kỷ lục cá nhân của họ về doanh số ngày đầu tiên và tuần đầu tiên. Đĩa đơn cũng ra mắt trên bảng xếp hạng Billboard World Albums ở vị trí thứ 4. Nó đã bán được hơn 450.000 bản, trở thành album bán chạy nhất của họ cho đến nay.
Vào ngày 30 tháng 11 năm 2020, Got7 đã phát hành album phòng thu thứ tư của họ, Breath of Love: Last Piece, cùng với đĩa đơn chủ đạo, "Last Piece". Trước đó, vào ngày 23 tháng 11, một đĩa đơn khác với tên gọi "Breath" đã được phát hành.

### 2021 - nay: Rời khỏi JYP vàEncore
Vào ngày 10 tháng 1 năm 2021, tại ngày thứ 2 lễ trao giải Golden Disc Awards, Got7 đã nhận được giải Bonsang cho Dye ở hạng mục đĩa cứng, tức lượng album bán ra. Nhóm cũng đã có buổi trình diễn tại GDAs 2021. Vì lệnh giãn cách xã hội do dịch COVID-19 nên buổi biểu diễn đã diễn ra mà không có khán giả.
Ngày 11/1, đại diện JYP đã đưa ra thông báo chính thức với truyền thông và người hâm mộ việc nhóm sẽ rời khỏi công ty. Toàn văn nội dung thông báo như sau: "Xin chào, chúng tôi là JYP Entertainment. JYP đã trao đổi kỹ lưỡng với các thành viên GOT7 về đường hướng tương lai của họ trước khi hợp đồng giữa hai bên hết hiệu lực vào 19/1. Kết quả, hai bên đi đến quyết định không gia hạn hợp đồng. GOT7 đã luôn nỗ lực với tư cách một nhóm nhạc đại diện cho làn sóng Kpop trên toàn thế giới kể từ ngày ra mắt 16/1/2014. Chúng tôi chân thành cảm ơn GOT7 vì đã hiện diện và đóng góp cho sự phát triển của cộng đồng Kpop cũng như JYP Entertainment. Xin gửi lời cảm ơn tới cộng đồng người hâm mộ IGOT7 vì đã là hậu phương vững chắc cho nhóm suốt thời gian qua.
Mối quan hệ giữa chúng tôi với tư cách công ty quản lý và nghệ sĩ đã kết thúc, nhưng JYP sẽ tiếp tục hỗ trợ các thành viên GOT7 trong những dự định tương lai của họ. Xin cảm ơn”.
Vào ngày 15 tháng 1, nhân kỷ niệm 7 năm ra mắt của Got7, JYP vẫn tung ra đoạn video kỷ niệm đầy cảm xúc trên kênh YouTube chính thức của nhóm. Đoạn clip đặc biệt ghi lại 7 năm quảng bá và gặp gỡ người hâm mộ của Got7.
Vào ngày 19 tháng 1, nhóm đã đăng tải trên Instagram cá nhân bức thư tay do cả nhóm cùng viết, thông báo đã có một cuộc chia tay tốt đẹp với JYP. Got7 chia sẻ trong thời gian qua nhóm đã cùng JYP nỗ lực đến cùng, tạo nên nhiều thành quả tốt đẹp. Hai bên đã kết thúc hợp đồng và tiếp tục ủng hộ nhau trên con đường tương lai. Cùng với đó, các thành viên cho biết họ sẽ cùng nhau có trách nhiệm về tương lai của mỗi thành viên để tiếp tục một khởi đầu mới cùng những người luôn ủng hộ nhóm. Got7 cũng không quên gửi lời cảm ơn chân thành và sâu sắc với fandom “I got 7”. Cuối cùng, 7 thành viên của nhóm cam kết sẽ trưởng thành hơn, cho thấy một hình ảnh tốt đẹp hơn trong tương lai, với hy vọng sẽ sớm tới ngày được gặp lại người hâm mộ.
Sau khi rời JYP, nhóm đã thành lập một kênh YouTube mới cũng như thiết kế một logo mới để đánh dấu sự đổi mới của cả nhóm. Vào ngày 19 tháng 2, tròn một tháng sau khi cả nhóm rời JYP, Got7 bất ngờ phát hành một teaser MV cho đĩa đơn sắp tới mang tên "Encore" trên kênh YouTube mới của nhóm như một món quà dành tặng người hâm mộ. MV sẽ được phát hành vào ngày 20 tháng 2. Thành viên Mark sẽ đóng vai trò là giám đốc sản xuất cho MV lần này. Các thành viên cũng thông báo trên Instagram với người hâm mộ rằng nhóm sẽ không tan rã giống như lời hứa trước đó và sẽ tiếp tục hoạt động cùng nhau cho dù tất cả thành viên đều đã rời khỏi JYP.
Nhóm ra mắt bài hát "Encore" vào 20 tháng 2, trong MV, các thành viên GOT7 vào phòng thu, dùng bữa cùng nhau trong quá trình ghi hình và gửi lời chào đến người hâm mộ bằng một lời nhắn bất ngờ. Được biết, "Encore" truyền tải nội dung về việc hy vọng ai đó sẽ ở bên bạn cho đến cuối cùng. Theo truyền thông Hàn Quốc, đây là bài hát đầu tiên của nhóm dưới sự quản lý của Warner Music Korea.

## Thành viên
Chú thích: in đậm là trưởng nhóm
| Nghệ danh   | Nghệ danh | Nghệ danh  | Nghệ danh | Nghệ danh | Tên khai sinh      | Tên khai sinh | Tên khai sinh            | Tên khai sinh | Tên khai sinh   | Tên khai sinh                | Ngày sinh         | Nơi sinh                              | Quốc tịch |
| Latinh      | Hangul    | Kana       | Thai      | Hanja     | Latinh             | Hangul        | Kana                     | Thai          | Hanja           | Hán-Việt                     | Ngày sinh         | Nơi sinh                              | Quốc tịch |
| ----------- | --------- | ---------- | --------- | --------- | ------------------ | ------------- | ------------------------ | ------------- | --------------- | ---------------------------- | ----------------- | ------------------------------------- | --------- |
| Mark        | 마크      | マーク     | มาร์ก      | 馬克      | Mark Yi-en Tuan    | 마크투안      | マーク・イエン・トゥアン | มาร์ก ต้วน      | 段宜恩          | Đoàn Nghi Ân                 | 4 tháng 9, 1993   | Los Angeles, California, Hoa Kỳ       | Hoa Kỳ    |
| JayB        | 제이비    | ジェイビー | เจบี       | 林在範    | Im Jae-beom        | 임재범        | イム・ジェボム           | อิม แจ-บ็อม     | 林在範          | Lâm Tại Phạm                 | 6 tháng 1, 1994   | Goyang, Gyeonggi, Hàn Quốc            | Hàn Quốc  |
| Jackson     | 잭슨      | ジャクソン | แจ็กสัน     | 嘉爾      | Wang Ka Yee        | 왕잭슨        | ワン・ガイ・ジャクソン   | หวัง เจียเอ่อร์   | 王嘉爾          | Vương Gia Nhĩ                | 28 tháng 3, 1994  | Cửu Long Đường, Hồng Kông, Trung Quốc | Hồng Kông |
| Jinyoung[2] | 진영      | ジニョン   | จินย็อง     | 珍榮      | Park Jin-young     | 박진영        | パク・ジニョン           | พัก จิน-ย็อง     | 朴伤英          | Phác Chấn Anh                | 22 tháng 9, 1994  | Changwon, Gyeongsang Nam, Hàn Quốc    | Hàn Quốc  |
| Youngjae    | 영재      | ヨンジェ   | ย็องแจ     | 榮宰      | Choi Young-jae     | 최영재        | チェ・ヨンジェ           | ชเว ย็อง-แจ    | 崔英在          | Thôi Anh Tại                 | 17 tháng 9, 1996  | Mokpo, Jeolla Nam, Hàn Quốc           | Hàn Quốc  |
| BamBam      | 뱀뱀      | ベンベン   | แบมแบม    | —         | Kunpimook Bhuwakul | 칸피묵 부와쿨 | クンピムック・ブワクル   | กันต์พิมุกต์ ภูวกุล  | 君比莫克·貝溫古 | Quân Bỉ Mạch Khắc Bối Uẩn Cổ | 2 tháng 5, 1997   | Băng Cốc, Thái Lan                    | Thái Lan  |
| Yugyeom     | 유겸      | ユギョム   | ยูกย็อม     | 有謙      | Kim Yu-gyeom       | 김유겸        | キム・ユギョム           | คิม ยู-กย็อม     | 金有謙          | Kim Hựu Khiêm                | 17 tháng 11, 1997 | Namyangju, Gyeonggi, Hàn Quốc         | Hàn Quốc  |

## Danh sách đĩa nhạc
| Album Hàn Quốc - Identify (2014) - Flight Log: Turbulence (2016) - Present: You (2019) | Album Nhật Bản - Moriagatteyo (2016) |

## Phim và chương trình tạp kỹ

### Phim truyền hình
| Năm       | Tiêu đề                    | Kênh          | Thành viên     | Ghi chú                                                       |
| --------- | -------------------------- | ------------- | -------------- | ------------------------------------------------------------- |
| 2012      | Dream High S2              | KBS2          | JayB, Jinyoung |                                                               |
| 2013      | When A Man Loves           | MBC           | JayB, Jinyoung |                                                               |
| 2015      | Dream Knight               | Youku Tudou   | Tất cả         | Phim truyền hình trực tuyến Hàn-Trung bởi JYPE và Youku Tudou |
| 2015      | My Love Eun-Dong           | JTBC          | Jinyoung       |                                                               |
| 2016-2017 | The Legend of the Blue Sea | SBS           | Jinyoung       |                                                               |
| 2017      | Magic School               | Naver TV Cast | Jinyoung       |                                                               |
| 2019      | He Is Psychometric         | tvN           | Jinyoung       |                                                               |
| 2020      | When My Love Blooms        | tvN           | Jinyoung       |                                                               |

### Phim điện ảnh
| Năm  | Tiêu đề               | Kênh       | Thành viên |
| ---- | --------------------- | ---------- | ---------- |
| 2016 | A Stray Goat / Nunbal | Myung Film | Jinyoung   |

### Chương trình thực tế
| Năm         | Tiêu đề                      | Kênh                                                                 | Số tập | Ghi chú                                                              |
| ----------- | ---------------------------- | -------------------------------------------------------------------- | ------ | -------------------------------------------------------------------- |
| 2012        | MTV Diary                    | SBS MTV                                                              | 45     | Chương trình trước khi Got7 ra mắt của JJ Project (JayB và Jinyoung) |
| 2014        | IGot7                        | SBS MTV và Youku Tudou                                               | 10     | Chương trình truyền hình phát sóng tại Hàn Quốc - Trung Quốc         |
| 2014        | Real Got7 season 1           | JYP Entertainment                                                    | 10     |                                                                      |
| 2014        | Real Got7 season 2           | JYP Entertainment                                                    | 10     |                                                                      |
| 2015        | Real Got7 season 3           | JYP Entertainment                                                    | 10     |                                                                      |
| 2015        | Feel So Goods                | 5DUCKS - 파이브덕스                                                  | 4      |                                                                      |
| 2015        | The Fanclub                  | PPTV HD Thailand Lưu trữ ngày 1 tháng 3 năm 2016 tại Wayback Machine | 13     | Chương trình với sự tham gia cùng fan Thái Lan                       |
| 2015        | Mission Clear                | Naver V-app                                                          | 7      |                                                                      |
| 2015        | Weekly Diary                 | Naver V-app                                                          | 4      |                                                                      |
| 2015        | Got7 "I Want You to Do This" | JYP Entertainment                                                    | 3      |                                                                      |
| 2015        | Got7's Confession            | JYP Entertainment                                                    | 2      |                                                                      |
| 2015        | GOT2day 2015                 | JYP Entertainment và Naver V-app                                     | 21     | 7 thành viên chia thành 21 cặp đôi để trò chuyện và tâm sự           |
| 2016        | GOT2day 2016                 | JYP Entertainment và Naver V-app                                     | 21     | 7 thành viên chia thành 21 cặp đôi để trò chuyện và tâm sự           |
| 2016        | GOTing                       | Naver V-app                                                          | 10     |                                                                      |
| 2016        | [M2] Let's play with Got7    | Mnet Official                                                        | 6      |                                                                      |
| 2016        | Got7 'HARD CARRY'            | Mnet Official và Naver V-app                                         | 11     |                                                                      |
| 2016 - 2017 | One Point Korean Lesson      | NHK TV                                                               |        | Gồm những series ngắn cho việc quảng bá của Got7 tại Nhật Bản        |
| 2017        | Got7's TMI Lab               | M2                                                                   | 3      |                                                                      |
| 2018        | Got7:On the Scene            | Got7                                                                 |        |                                                                      |
| 2018        | Got7 COMEBACK SHOW           | M2                                                                   |        |                                                                      |
| 2018        | Idol Room                    | JTBC                                                                 |        |                                                                      |
| 2019        | Got7 Real Thai               | XtvN và True4U                                                       |        |                                                                      |

## Video âm nhạc
| Tiêu đề               | Năm       | Liên kết            |
| Tiếng Hàn             | Tiếng Hàn | Tiếng Hàn           |
| --------------------- | --------- | ------------------- |
| "Girls Girls Girls"   | 2014      | jypentertainment    |
| "A"                   | 2014      | jypentertainment    |
| "Stop Stop It"        | 2014      | jypentertainment    |
| "Just Right"          | 2015      | jypentertainment    |
| "If You Do"           | 2015      | jypentertainment    |
| "Confession Song"     | 2015      | jypentertainment    |
| "Fly"                 | 2016      | jypentertainment    |
| "Hard Carry"          | 2016      | jypentertainment    |
| "Never Ever"          | 2017      | jypentertainment    |
| "You Are"             | 2017      | jypentertainment    |
| "Look"                | 2018      | jypentertainment    |
| "Lullaby"             | 2018      | jypentertainment    |
| "Miracle"             | 2018      | jypentertainment    |
| "Eclipse"             | 2019      | jypentertainment    |
| "You Calling My Name" | 2019      | jypentertainment    |
| "Not By The Moon"     | 2020      | jypentertainment    |
| "Encore"              | 2021      | Got7                |
| Tiếng Nhật            |           |                     |
| "Around The World"    | 2014      | Got7 Japan Official |
| "Love Train"          | 2015      | Got7 Japan Official |
| "Laugh Laugh Laugh"   | 2015      | Got7 Japan Official |
| "Hey Yah"             | 2016      | Got7 Japan Official |
| "MY SWAGGER"          | 2017      | Got7 Japan Official |
| "Turn Up"             | 2017      | Got7 Japan Official |
| "THE New Era"         | 2018      | Got7 Japan Official |
| "I WON'T LET YOU GO"  | 2018      | Got7 Japan Official |
| "Love Loop"           | 2019      | Got7 Japan Official |

## Chuyến lưu diễn
| Chuyến lưu diễn chính Lưu diễn Nhật Bản Got7 Japan Tour 2014 "Around The World" (2014) Got7 Japan Tour 2016 (2016) Got7 Japan Tour 2017 "TURN UP" (2017) Lưu diễn thế giới Fly Tour (2016) Eyes On You Tour (2018) Keep Spinning Tour (2019) | - JYP Nation Concert "One Mic" (2014) - JYP Nation Concert "Mix & Match" (2016) |

## Quảng cáo
| Năm  | Thương hiệu            | Ghi chú        |
| ---- | ---------------------- | -------------- |
| 2014 | "Black Yak WALK FIT"   |                |
| 2014 | "Natuur Pop"           |                |
| 2014 | "SMART School Uniform" |                |
| 2014 | "Dewytree"             |                |
| 2014 | "J'ESTINA"             |                |
| 2016 | "NBA Style"            | Cùng với Twice |
| 2016 | "It's Skin"            |                |
| 2016 | "Bausch & Lomb"        |                |
| 2016 | "Est Cola"             |                |
| 2017 | "Taokaenoi"            |                |
| 2017 | "FWD Thailand"         |                |
| 2018 | "Shinsegae Duty Free"  |                |
| 2018 | "Adidas Originals"     |                |
| 2018 | "The Face Shop"        |                |